# أليسون بريتن
أليسون بريتن (بالإنجليزية: Alison Brittain)‏ هي كبيرة الإداريين التنفيذيين بريطانية، ولدت في فبراير 1965.